# 伝染病

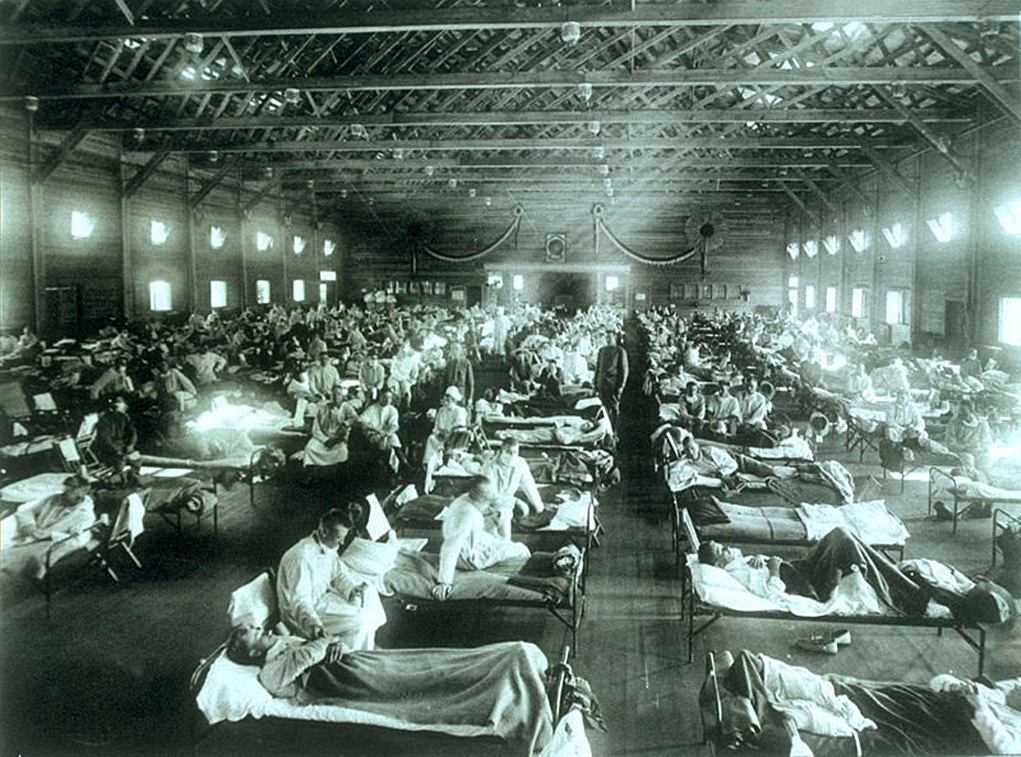
スペインかぜの患者で溢れる野戦病院。感染者は世界人口の3割に当たる6億人にも上った。

伝染病（でんせんびょう）とは、病気を起こした個体（ヒトや動物など）から病原体が別の個体へと到達し、連鎖的に感染者数が拡大する感染症の一種である。感染経路の究明が進んでいない近代までは、ヒトや家畜など特定の動物種の集団内で、同じ症状を示す者が短時間に多発した状態（集団発生・疫病）を指していたため、現在でも「集団感染」との混同が見られる。
日本において「伝染病」の語は医学分野よりも「家畜伝染病予防法」など法令において限定的に用いられており、同法では「法定伝染病」や「届出伝染病」などの語で使用されている。過去には「伝染病予防法」という法律名にも使用されていたが、1999年の感染症の予防及び感染症の患者に対する医療に関する法律（感染症法）の施行により廃止され、法文中の「伝染病」の文言は「感染症」に改められている（経過規定の条文などを除く）。このためこれ以前に作られたフィクション（漫画、アニメ、小説など）や文献には現在でも伝染病の語が残っているが、現在の医療現場ではもっぱら「感染症」を使う。
同様に、旧・学校保健法の施行規則に見られた「学校伝染病」の語も2009年4月施行の学校保健安全法の施行規則で「感染症」に改められ、一般に「学校感染症」と呼ばれている。
東洋医学では「賊風の証」が近い概念である。

## 伝染の形式
伝染形式の主な例を挙げる。詳細は感染経路を参照

### 個体同士の接触
直接感染、接触感染と呼ばれる。皮膚同士のふれあい、または手すりや聴診器など物体の表面を通じての間接的なふれあいで病原体が皮膚に付着し感染が成立するもの。疥癬をはじめ、性感染症の多くも含まれる。医療現場ではMRSAなどの薬剤耐性菌の伝染の主要な経路である。

### 糞から出た微生物を口から摂取
糞口感染、糞口経路と呼ばれる。感染動物由来の肉や、糞便で汚染された水などの経口摂取により感染が成立する。前者の例としてBSE、後者の例として病原性大腸菌（O157など）やサルモネラが挙げられる。

### 微生物が付着した飛沫（ほこり）を吸う
飛沫感染（Droplet transmission）と一般的に呼ばれる。粒子が5マイクロメートル以上と大きく重い微粒子で、90センチメートル未満までしか到達しないものをいう。咳やくしゃみで放出された体液の飛沫が病原体を含んでいて、これが他人の粘膜に付着することで感染が成立する。風邪やインフルエンザウイルスを始め、上気道炎症状を伴うウイルス感染症の多くがこの形式をとり、重症急性呼吸器症候群の原因となったSARSコロナウイルスについても、この経路が主体だと考えられている。

### 空気中に浮遊した微生物を吸う
空気感染（Airborne transmission）と呼ばれる。または医学的に飛沫核感染とも呼ばれる。空気中に飛散した病原体が、空気中で飛沫の水分が蒸発して5マイクロメートル以下の軽い微粒子（飛沫核）となっても病原性を保ったまま、単体で3フィート（91センチメートル）以上浮遊する。麻疹・水痘・結核は、主にこの形式で伝染するといわれている。

### 動物を媒介する
ベクター感染と呼ばれる。他の動物（特に節足動物）が媒介者（ベクター）となって、伝播することで感染が成立するもの。その病原体の生活環の一環としてベクターの体内で発育、増殖しそこから感染する場合と単にベクターの体表面に付着した病原体が機械的に伝播される場合（機械的ベクター感染）とがある。前者の事例としては蚊による日本脳炎やマラリアなどの媒介、シラミによる発疹チフスの媒介などが挙げられる。後者の例としてはハエによる病原性大腸菌O-157や赤痢菌の媒介、鳥インフルエンザの鶏舎間媒介が挙げられる。

## ヒトの伝染病

### 伝染病と社会
一定の限定された空間に感染者や保菌者が存在し、飛沫などを介して次々と病原が伝染してゆく可能性があることから、対策には環境的あるいは大衆的な対応が効果的とされ、公衆衛生学的手法として、感染者や保菌者を隔離することでそれ以降の伝染を予防することがある。
社会基盤に打撃を与えるほどの被害を及ぼした伝染病は疫病（えきびょう）と呼ばれる。歴史上はペスト、スペインかぜなどの重大な伝染病が流行して非常に多くの死者を出したことが有名である。また、天然痘は撲滅されるまでのあいだ長期にわたって全世界で死者を出し続けてきた。

### 歴史的に著名な伝染病
- 古代ギリシアのペロポネソス戦争初期にアテナイを襲った疫病は指導者・ペリクレスを初めとする多くの市民を死亡に至らせて、劣勢（やがて敗戦）に追い込まれる一因となった。
- 日本では737年と995年に大規模な伝染病が都を直撃して（前者は天然痘、後者ははしかと推定）、政府高官が多数死亡して政治が麻痺状態に陥った。
- 14世紀のヨーロッパで流行したペスト。当時のヨーロッパ人口の3分の1が死亡した。
- スペインかぜは1918年から翌1919年にかけ、全世界的に猛威を振るったインフルエンザの一種である。感染者は6億人、死者は4000万人から5000万人。

### 主な伝染病とその原因体の発見
主な疫病菌の発見は以下の通りであり、19世紀後半から20世紀初頭にかけての時期に多い。
| 病名       | 発見年 | 主要病原体                               | 病原体発見者                                               |
| ---------- | ------ | ---------------------------------------- | ---------------------------------------------------------- |
| ハンセン病 | 1875年 | らい菌 Mycobacterium leprae              | アルマウェル・ハンセン（ノルウェー）                       |
| 淋病       | 1879年 | 淋菌 Neisseria gonorrhoeae               | アルベルト・ナイサー（ドイツ）                             |
| マラリア   | 1880年 | マラリア原虫                             | シャルル・ルイ・アルフォンス・ラヴラン（フランス）         |
| 腸チフス   | 1880年 | Salmonella Typhi                         | カール・エーベルト（ドイツ）                               |
| 結核       | 1882年 | 結核菌 Mycobacterium tuberculosis        | ロベルト・コッホ（ドイツ）                                 |
| コレラ     | 1883年 | コレラ菌 Vibrio cholerae                 | ロベルト・コッホ（ドイツ）                                 |
| ジフテリア | 1883年 | ジフテリア菌 Corynebacterium diphtheriae | フリードリヒ・レフラー（ドイツ）                           |
| 破傷風     | 1884年 | 破傷風菌 Clostridium Tetani              | アルトゥール・ニコライアー（ドイツ）                       |
| ブルセラ症 | 1887年 | Brucella abortus , Brucella melitensis   | デビッド・ブルース（イギリス）                             |
| 破傷風     | 1889年 | 破傷風菌 Clostridium tetani              | エミール・フォン・ベーリング（ドイツ）、北里柴三郎（日本） |
| ペスト     | 1894年 | ペスト菌 Yersinia pestis                 | アレクサンドル・イェルサン（フランス）、北里柴三郎（日本） |
| 赤痢       | 1898年 | 赤痢菌 Shigella                          | 志賀潔（日本）                                             |
| 梅毒       | 1905年 | 梅毒トレポネーマ Treponema pallidum      | フリッツ・シャウディン（ドイツ）                           |
| 百日咳     | 1906年 | Bordetella pertussis                     | ジュール・ボルデ（フランス）                               |
| チフス     | 1909年 | Salmonella enterica serovar Paratyphi A  | シャルル・ジュール・アンリ・ニコル（フランス）             |
| 麻疹       | 1954年 | 麻疹ウイルス                             | ジョン・フランクリン・エンダース（アメリカ）               |

### 患者への制限
- 公衆浴場法では、公衆浴場の営業者は伝染性の疾病にかかっている者に対して入浴を拒否しなければならないことが定められている。
- 宿泊施設では、宿泊約款により伝染病者の宿泊を拒否されることがある[2]。

## 動物の伝染病

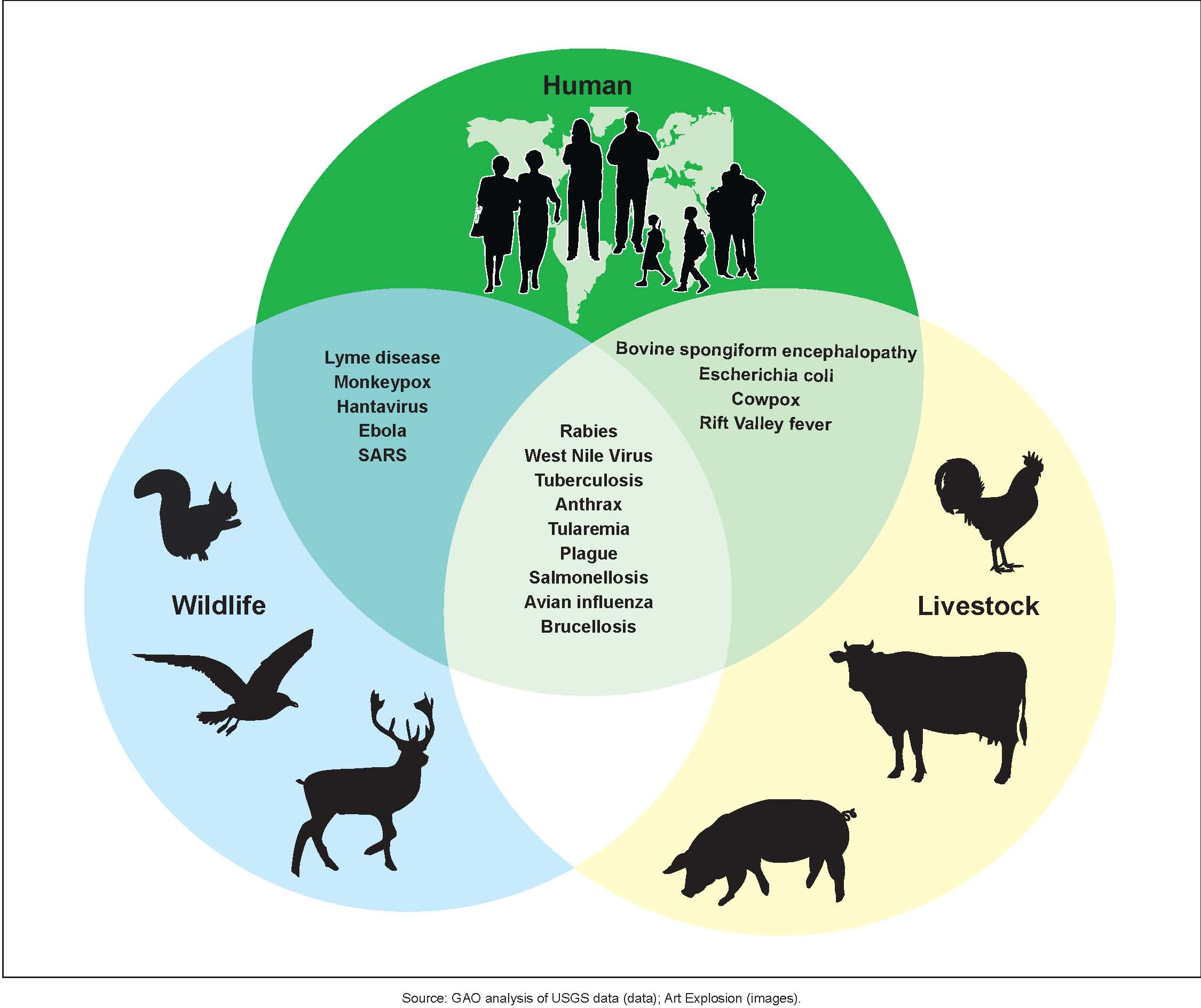
人間と野生動物、家畜に共通して感染する感染症

人間と動物両方に感染する伝染病を人獣共通感染症（動物由来感染症）という。そのため、人獣共通感染症が大流行を起こせば、両者に影響を与える。
森林開発による野生動物との接触機会の増加、ペットとしての輸出、異種間の接触機会の増加などにより他種への感染例がみられる。また、それまで別の種に感染する例がなくとも、突然変異により感染することもある。その場合、抗体やワクチンなどの準備が整わず重篤化する場合もある（例として、コウモリ由来のCOVID-19、エボラウイルスなど）。
- 鳥インフルエンザ：2005年、世界的に流行し養鶏業に大打撃を与えた。
- 馬インフルエンザ：2007年、流行の阻止のため日本では競馬や馬術競技の大会が中止された。
- 豚インフルエンザ - 2009年新型インフルエンザの世界的流行で、人間に感染しパンデミックの認定を受けた。

## 植物の伝染病
植物病害の名称としての疫病については、植物病理学を参照のこと。大規模な被害を起こしたものを以下に示す。
- ブドウネアブラムシ（フィロキセラ） - 日本やヨーロッパのブドウ畑に壊滅的な被害を出した（19世紀フランスのフィロキセラ禍）。
- パナマ病 - バナナの商業栽培に壊滅的な被害を出した。
- クリ胴枯病 - 東アジアから流入し、1904年にアメリカグリへの感染が発覚。1950年までにアパラチア山脈の木の約4分の1を占めていた栗は事実上絶滅した（病気に強い品種改良種などはある）[4]。

## 関連した用語
エンデミック（英語: Endemic）
一定の地域に一定の罹患率で、または一定の季節的周期で繰り返される状態を示す言葉である。その地域内で流行するため地方性流行とも略される。予測は可能で他の地域に広がってはいかない。感染症が原因の風土病もこの一種、特定の地域に限定される場合をいう（ただし感染症・伝染病に限定した言葉ではないので注意が必要）。
エピデミック（英語: Epidemic）
伝染病が予想されるエンデミックの範囲を超えて、急激に社会的に広がっていく（流行していく）状態を示す言葉である。特にある地域内で突発的に規模が大きくなった場合をアウトブレイクという。
パンデミック（英語: Pandemic）
さらに多国間にまたがって広範囲に散発的な広がりを示した状態を示す言葉である。